# DOG DAYS
《DOG DAYS》（日語：ドッグ・デイズ）是於2011年4月播放的電視動畫。全13話。4月2號深夜於TOKYO MX、MBS等電視台開始放送。官方推特上宣布動畫第二季製作確定，命名為「DOG DAYS'」，並於2012年7月7日開始播放，全13話。
2012年11月25日，漫畫版作者藤真拓哉在自己的推特上公布了第三季製作決定的消息，官方推特也於隨後證實。第三季命名為「DOG DAYS''」，並於2015年1月播放。

## 故事簡介

### 第一季
在國與國之間戰爭頻繁的世界「弗洛尼爾德」中，被鄰國「迦雷特獅子團領國」侵略而慘遭迫害的「比斯科迪共和國」。這是國家戰爭頻繁發生的世界（卻無人傷亡）。比斯科迪共和國現正遭受鄰國加雷特獅子團領國的侵略戰爭。在加雷特獅子團領國的激烈侵略下，比斯科迪共和國戰戰敗退。為國家現狀而感受到心痛的比斯科迪共和國公主「米希奧蕾·F·比斯科迪（或叫米希奧蕾·F·比斯柯提）」，從異世界召喚來了拯救國家的勇者。被選上的勇者是居住日本的紀乃川市的少年「真紅·和泉」，在他正打算要展開初中一年級的春假時，被龍捲風用強硬手段召喚到了弗洛尼爾德，並展開了接二連三的戰鬥（在異世界弗洛尼爾德等著真紅的是以某條奇怪的規則為基準的戰鬥）。在公主米希奧蕾教導之下學會了基本的輝力及戰鬥規則後，隨即上場協助比斯科迪騎士團親衛隊隊長「艾可蕾·瑪爾提諾基」與騎士團長「羅蘭·瑪爾提諾基」向加雷特獅子團領國的領主「蕾歐米雪麗·迦雷特·達·羅瓦（蕾歐）」公主與「高爾·迦雷特」王子等敵人戰鬥宣戰，期間真紅也加深了與米希奧蕾和比斯科迪居民間的交流……熱愛看馬戲團表演與體育競技的少年真紅，真能夠以「勇者」的身份，拯救比斯科迪共和國嗎？

### 第二季
在回到日本家鄉後的約半年，「真紅·和泉」藉著放假機會帶著「蕾貝卡·安德森」、「高槻七海」，一起進入異世界度假，認識新朋友。真紅等人到達了「弗洛尼爾德」戰爭正熱烈展開中，真紅再度以勇者的身分投入戰爭中，受「蕾歐米雪麗·迦雷特·達·羅瓦（蕾歐）」召喚的七海則成為了「迦雷特獅子團領國」的勇者。另外在「比斯科迪共和國」國境線上的「帕斯提亞修公國」公主「庫貝兒·艾申巴赫·帕斯提亞修」正百般無聊得透過螢幕看著比斯科迪共和國和迦雷特獅子團領國的戰爭，這時庫貝兒看中了純粹來度假的蕾貝卡，邀請他成為帕斯提亞修公國的勇者，並且擅自加入兩國之間戰爭……

### 第三季
愉快的夏日——那之後又過了一季，3名勇者再度回歸弗洛尼爾德！
本次的舞台是秋季。不曉得是敵是友的神秘少女「夏露」加入其中，引發了更加熱鬧的大騷動……！？
愛與勇氣與耳朵與尾巴的物語，第三次開幕！

## 登場人物

### 地球人
真红·和泉（聲：宮野真守）
13歲，住在日本的紀乃枝市的鴇野町，現正在日本International School（國際學校）上學的英國混血兒初中一年級男生。性格陽光率直有個性。熱愛馬戲團表演和體育競技，最喜歡運動。雖然沒有武術的經驗，但為了做出“像畫一樣的動作”有在練習棍術。看起來是個一旦下定決心就要貫徹到底的熱血少年，實際上平常卻有著天然的一面。以“勇者”的身份被召喚到異世界弗洛尼爾德的比斯科迪共和國，以米希奧蕾公主的“勇者”的身份活躍在異世界中，似乎對公主有特別的感情，自身經常幫蕾貝卡設計新髮型，現在也不時幫米希奧蕾設計新髮型。
得到了比斯科迪的神劍“巴拉迪昂”（Palladion，通常是以棍子形態顯現）
基於自身的性格及能力，在弗洛尼爾德中有不少人對真紅是有好感的，因此蕾貝卡曾說出真紅在這異世界中豎了太多旗了（請見第2季第3集）。
在和蕾貝卡、七海及米希奧蕾散步時的飛碟遊戲及摸公主的頭時，被蕾貝卡和七海認為是把米希奧蕾當成愛犬一樣的玩耍（請見第2季第3集）。
使用比斯科迪的神劍“巴拉迪昂”和輝力已用到出神入化了，能把神劍“巴拉迪昂”使用得能變成更多種不同的武器外及盾牌－防禦者（Defender），就連飛盤都能變出來和米希奧蕾一起玩耍，而使用輝力就能使出不同的型態變化和用途，更能使出輝力武裝滑翔板暴風使者（Tornador）。是輕裝戰士型。常用的坐騎是一隻橘色的飛行鳥。
在入浴時，常常無意撞見米希奧蕾洗澡（第一季裡的第一次是因為看不懂異世界的文字，以為裡面沒人；第二次雖然已經能看懂當地文字，但是宮裡的女僕卻把男女湯的簾幕掛反了）。
其父親是一位海洋學家，母親是一位海洋生物學家。
於第二期時升上了初中二年級後在暑假與蕾貝卡進入異世界弗洛尼爾德，並且再次成為比斯科迪共和國的勇者。
動畫第2季第8集中，因受到貓神族土地神的攻擊而不小心和艾可蕾接吻了。
其輝力的屬性是火。
動畫第2季第7集中和高爾一起使用"英雄結晶"的力量而變成未來幾年後的成年樣貌，後來被"英雄結晶"認同為主人。
從阿德萊德那獲得"英雄結晶"，並可以自由使用"英雄結晶"的力量轉換成"英雄結晶Hero time"。
動畫第2季第11集中，在看由米希奧蕾手中得到的蛋時，這時蛋中的精靈出世了，而就在出世的時候，中了精靈身心互換術的效果而進入了小雪的身體，而自己的身體則被精靈使用，之後在第2次的身心互換術，還是小雪的身體，後因交換身體的時間過了而回到自己的身體。
紋章砲技「豪滅炎盡章」、「裂空·裂十文字」
和艾可蕾爾·瑪爾提諾基一起用的雙人紋章技是「裂空·雙十文字」
和米希奧蕾一起使用神劍“巴拉迪昂”及聖劍「艾克塞利德」（Excelide）的真正型態時的雙人紋章技是神聖之劍（Holy Saber）
和七海的雙人紋章技是「豪烈海王雙陣掌」
在動畫第2季第7集中和高爾的雙人紋章技（對魔物用合體超必殺技）是「豪雷·烈火」及「天霸·封滅斬」
在使用小雪身體時的攻擊有「勇者飛踢」以及勇者式忍術－「閃華烈風」和「勇氣驅動·颶風」（Hurricane）
蕾貝卡·安德森（聲：高橋美佳子）
初中一年級，13歲，真紅的青梅竹馬。相當普通的女孩子，真紅和七海稱呼其為「貝琪（ベッキ）」，個性愛管閒事，興趣是打扮、漫畫、遊戲和空想小說，對真紅有好感，經常由真紅設計新髮型。
於第二期時升上了初中二年級後在暑假與真紅一起進入異世界弗洛尼爾德。
動畫第2季第2集成了帕斯提亞修公國的勇者，是位飛翔型術士。
本身並不懂得戰鬥，但經常用自身玩遊戲的經驗來戰鬥。
得到了帕斯提亞修公國的寶物神劍「梅洛庫留斯」（Mercurius）。
使用調色牌卡（Palette Card）的晶術彈來攻擊敵人。
現在因為經常幫助庫貝兒梳理尾巴及頭髮，因此現在庫貝兒的尾巴及頭髮變得十分細緻柔順有光澤。
動畫第2季第12集中，得到了"魔神結晶"，及後利用"魔神結晶"變成未來幾年後的成年樣貌來救了庫貝兒等人。
從瓦雷利亞那獲得"魔神結晶"，並可以自由使用"魔神結晶"的力量轉換成"魔神結晶Hero time"。
調色牌卡攻擊之一「重力球（Gravity Ball）」
必殺技－「魔女加加農砲·星群炮擊」（Witch Cannon·Asterism Strike）及「魔女加加農砲·超魔王模式」
高槻七海（聲：水樹奈奈）
15歲，真红的表姐兼師傅和勁敵，喜歡和真紅跟蕾貝卡一起玩鬧。饭量很大。
於第二季成了加雷特獅子團領國的勇者，裝備和武器跟真紅很像，同樣是輕裝戰士型。
自身懂得推油按摩，不時為雷歐按摩，因此現在雷歐的皮膚變得晶透潤滑。
持有對像溜冰鞋的裝備是由七海的輝力型成的輝力武裝，能在水上滑行進行戰鬥。
其輝力的屬性是水。
得到了加雷特獅子團的寶物神劍「艾克斯瑪提那」（Ex Machina）。現在能把「艾克斯瑪提那」變成回力鏢來作戰。
動畫第2季第7集中，被魔物偷襲而令身體變成小孩體型。
從雪風那獲得阿德萊德給予的"精靈結晶"，並可以自由使用"精靈結晶"的力量轉換成"精靈結晶Hero time"。
紋章技有「水陣章」、「海王水陣章」、「海王沸騰水陣章」、「凍結·冰凍大地」
和真紅的雙人紋章技是「豪烈海王雙陣掌」
和高爾的雙人紋章技是「獅子王·淨雷波」
回力鏢招式是「回力鏢旋擊」

### 異世界「弗洛尼爾德」
弗洛尼爾德充滿各種奇幻的生物，住在這裡的人們通常擁有各種動物的耳朵和尾巴。以前弗洛尼爾德曾經充滿各種魔物，但在英雄王的隊伍討伐後魔物大量減少，各個國家得以順利發展，世界也漸漸變成現在和平又欣欣向榮的模樣，不過偶爾還是會有被禍太刀附身的魔物出現。弗洛尼爾德還存在一個名叫「弗洛尼力量」的神秘力量，在這個力量保護下人們即使受到重擊也不會受重傷或死亡，只會暫時變成獸球。不過在守護力較弱的地區還是會有危險，在強大魔物出現時甚至會直接讓力量變弱。人們（包含地球人）還可以將弗洛尼力量和自己的生命力結合形成名叫「輝力」的力量來做各式各樣的事，像是直接攻擊用的各種「紋章技」、用於生成各種裝備的「輝力武裝」、甚至是用於預測未來的「星詠」等等。

#### 比斯科迪共和國
位於弗洛尼爾德大陸南方的國家。境內擁有許多浮在空中的島嶼，國家首都-「費利安諾」就位在一座大型浮島上。國家的寶物是聖劍「艾克塞利德」（Excelide）和神劍「巴拉迪昂」。其國家的人民當在戰場受到重傷時會變成小狗寵物球，特徵為身上有狗耳及狗尾，國家的主要種族是狗。另外由於是共和國，除了領主和騎士團外還有元老院共同商量國策。
米希奧蕾·F（費立安諾）·比斯科迪（聲：堀江由衣）
14歲，比斯科迪共和國的公主，以領主的身份當上了國家代表的少女。看起來軟綿綿的實際上卻認真又努力。是個深受國民與臣下們愛戴的努力的公主大人。同時也是位歌手，以活動或音樂會的方式在國民間甚至世界上活躍。選了真紅為勇者並將其召喚出來的人物。把真紅當成“比斯科迪的勇者”而對他珍愛有加。同時也是與巴拉迪亞相對的聖劍「艾克塞利德」（Excelide）的持有者。
會使用「星咏」，「星咏」是能看到遠方事物甚至是未來的一個技能，米希奧蕾就是使用「星咏」，看見了真紅為了比賽而努力的樣子受感動，因而選擇真紅作為勇者召喚而來。
愛稱是「米爾希」。撫摸人的手感超群，被摸過的人都覺得很舒服。
雖然年紀比雷歐稍小，但基本上卻是以米爾希為姊姊，雷歐為妹妹的關係交往的。
很喜歡被真紅摸頭、稱讚，平時早晨會跟真紅去散步，對真紅抱有相當高的好感。在動畫第2季第6集中，被真紅設計了新髮型而大受歡迎。
在變裝成武士時自稱犬公主武士。
動畫第2季第11集中，因不知道自己撿到的蛋是阿德萊德不小心遺留的，後來給了真紅的時候，蛋中精靈在真紅手上出世，因而中了身心互換術的效果，進入了精靈體內，後來在第2次的身心互換術中，回到自己體內。
和真紅一起使用聖劍「艾克塞利德」及神劍「巴拉迪昂」的真正型態時的雙人紋章技是神聖之劍（Holy Saber）
和雷歐的雙人紋章技是「Ex·格蘭蒂亞之終章」（Ex·Grandia Finale）

##### 比斯科迪騎士團
艾可蕾爾·瑪爾提諾基（聲：竹達彩奈）
14歲的少女，除了休假之外都是固定的輕裝騎士打扮。
愛稱是「艾可蕾（エクレ）」。此外蕾歐跟高爾等部分人物，偶爾會用「垂耳」稱呼她。
比斯科迪騎士團米希奧蕾直屬親衛隊隊長，羅蘭的妹妹，與莉歌一起被看作是擔負起國家未來的有望人才。
除了親衛隊的工作之外，本身也是相當於騎士團副團長的存在，負責騎士團的訓練監督。也會負責接待他國的重要人物。
性格正直認真，總是一臉嚴肅，但其實是感情豐富的人，只是有著用其他行為掩飾自己好意的習慣，尤其是面對當成勁敵的真紅時特別嚴重。
米爾希、莉歌、小雪四個人是自小一起長大的友人，跟真紅是好對手，對諾瓦則因為同為莉歌好友，立場又相似，是感情很差的勁敵。
非常尊敬主人米爾希，有著無比的忠誠心，很喜歡被米爾希摸頭。
另外非常崇拜國家的英雄達爾基安卿，實際上一文字、十文字等愛用招式是達爾基安卿所傳授。之後也跟真紅、小雪、諾瓦一起修行。
戰爭活動中做為親衛隊的領隊，偶爾也會單獨或跟真紅搭擋突入敵軍，擅長使用雙劍二刀流以及紋章砲。不過根據跟真紅的特訓，擅長的武器種類應該相當豐富。
是真紅在弗洛尼爾德時的嚮導，一起行動的頻率僅次於莉歌跟小雪，時常一起武術鍛鍊，是互相砥礪的好對手。原本不會邀請男孩子，但是卻主動邀請真紅一起吃晚飯，對真紅持有不明程度的好感。在第二季之前還進行特訓習得了真紅擅長的Extreme Catch。
從莉歌的狀態明白送還之儀的真相，表達自己日理萬機，可沒有自信記住他，要他不想被忘記的話就快點回來。在送還之儀後監督騎士團訓練的畫面可以看到她剛哭過的痕跡。
跟真紅有數不清的孽緣所以始終單方面的對他嚴厲。被摸到胸部才被認出是女性、在戰爭中誤爆而裸體、受到攻擊不小心接吻等等。在跟莉歌的爭吵事件中，與蕾歐的交戰才把內心的感受宣洩出來，終於坦率面對自己的感情。
在一起修行時披露自己的對魔物用輝力武裝－輝力之刃「光凌劍」及二刀流的「光凌劍 雙牙」。
紋章技「裂空·十文字」、「閃空·大一文字」、「光凌劍·裂閃光牙」、「風迅劍」、「裂空‧鋼牙十文字」以及和真紅的雙人技「裂空·雙十文字」。
在真紅進行送還之儀之前，從真紅那邊得到其愛用的運動手帶。
名字的由來是閃電泡芙。
羅蘭·瑪爾提諾基（聲：子安武人）
出身騎士名門的男性將軍，米爾希的左右手。
有著「鐵壁的羅蘭」的稱號。
擔任騎士團長的職務，與秘書官婭美莉塔兩人同為直接支持米爾希的心腹，像是兄長般的輔佐著米爾希。
在擅長防守的比斯科迪中做為第一將軍而相當有名，防禦紋章術可以說是羅蘭的代名詞。
戰爭活動中做為騎士團長領隊，武器是槍與盾，擅長防守。此外本身也會作為來賓擔任戰況解說，不過第一季因為達爾基安卿不在國內而沒有戰力上的空閒。
和加雷特的騎士團長巴納德是互贈季節之禮的好友，跟婭美莉塔、達爾基安卿等人因為工作也有不少往來，關係良好。
對勇者真紅頗為欣賞。曾表示跟妹妹艾可蕾同輩能互相砥礪的人不多，都想要他當妹婿了。
在真紅進行送還之儀之前，從真紅那邊得到錢包內的紀念硬幣。
防禦型紋章技「障壁陣」。
埃米利歐·阿拉希多（聲：小野友樹）
性格認真的男性年輕騎士。
女性方面給予的愛稱是「埃米林（エミりん）」。
比斯科迪騎士團親衛隊所屬，第二季提及預定升遷，第三季時則已經升任為隊長。
實力堅強，先前便擔任守城的防衛隊長，曾經用投擲的紋章長槍擊破貝爾的弓術士隊，替被擊破的莉歌塔首席報仇。
名字的由來是花生。
安琪（聲：吉田聖子）
女性長髮騎士。
愛稱是「安（アン）」。
比斯科迪騎士團親衛隊所屬，第二季提及預定升遷，第三季時則已經升任為隊長。
動畫中跟埃米利歐一起出現的狀況很多。

##### 費立安諾城關係者
莉歌塔·艾魯瑪爾（聲：水樹奈奈）
13歲的嬌小少女，總是穿著做為學院研究員象徵的白袍披肩。
愛稱是「莉歌（リコ）」。此外有著「首席」、「發明王」等稱號。
比斯科迪國立研究學院的首席研究員，與艾克蕾爾一起被看作是擔負起國家未來的有望人才。大陸知名的發明家，非常的聰明。劇中提及目前全大陸國家都已經在使用的電話，早在莉歌年僅五歲時就已經有其試作品。
性格活潑積極，總是充滿活力，有無法放著苦惱的人不管的個性。不過另一方面也有容易害怕跟消沉的小動物系特質。另外，有見到沒看過的裝置就想要分解弄清楚構造的癖好。
有「～是也（〜であります）」的語癖，另外時常使用敬語表達自己的使命感。
交友廣闊，與米爾希是學友，並且跟艾可蕾爾、小雪四個人是自小一起長大的友人。與鄰國的傑諾瓦茲三人（特別是諾瓦爾）、庫貝兒等人也是熟識的友人。
戰爭活動中做為砲術師的領隊，使用雙槍作為武器。此外曾經擔任過米爾希的影武者，以及組隊進行空中戰鬥過。
除了學院的工作之外，還會出席國家的各種會議儀式，與帕斯提亞修亦有技術交流的往來。另外在比斯科迪與加雷特的戰爭之後會跟諾瓦爾一同主持解說該次戰爭的廣播節目。
實質上是真紅在弗洛尼爾德時最常一起行動的友人，關係像是感情融洽的兄妹，常常一起吃飯玩耍午睡，甚至廚房的大嬸已經會固定準備給他們的點心。
為了幫真紅找到返回原本世界的方法而全力調查資料，終於在眾人的幫助下找到了歸還法術「送還之儀」。
明白送還之儀會消除記憶而且再也無法被召喚回來弗洛尼爾德後，真紅與莉歌約定對其他人保密，承受著悲傷。但莉歌並未放棄，反而認為是自己力有不足，自責的繼續尋找其他方法。
從夾在書籍中蓋有領主蠟印的信件中得知，送還之儀實際上是勇者希望與弗洛尼爾德切斷關係時使用的歸還方法，但同時也記載了再度召喚的條件。
由於真紅充滿人情味的個性，奇蹟似的達成了再度召喚的限制條件，於是與眾人一起期待著跟勇者再會的那一天。
在真紅進行送還之儀之前，從真紅那邊得到的紀念品是四色原子筆以及攜帶式音響，並且表示不會拆來來研究，會好好珍藏著。
在第二季提及完成了勇者召喚的改良版本「莉歌式勇者召喚」，讓勇者們能安心的來回。此外電話方面也有改良，在國內便能讓勇者們的手機與地球接通。
曾經因為無法放著不坦率的艾可蕾爾不管，而積極的慫恿她表達自己的心意，兩人因此吵了一架，不過後來在蕾歐的幫助下和好，兩人友誼變的更加深厚。
另外有著音痴的設定。因此是唯一沒有參加比斯科迪的主要女性角色合唱的角色歌曲「Miracle Colors -Remix-（廣播劇CD vol.3收錄）」的角色。
名字的由來是里考塔。
婭美莉塔·托蘭貝（聲：瀨戶麻沙美）
米爾希的女性秘書官，負責安排教育課程及活動行程，是相當於教育擔當的存在。
職務上能夠指揮女僕隊，並且是能出席國務會議的地位。
根據高爾的說法，是最清楚米爾希與蕾歐之間交情的人物，辦公室內也貼了不少米爾希從小到大的照片。
因為公主對工作十分認真，會壓抑自己想做的事，所以婭美莉塔反而會盡量替她空出行程，讓他能跟真紅碰面。
與騎士團長羅蘭兩人同為直接支持米爾希的心腹，關係良好。
與巴納德、娜塔莉夫妻二人是舊識，特別跟娜塔莉的感情相當好，是會互贈禮物的關係，夫妻休假時也特地委託婭美莉塔規劃行程。
名字的托蘭貝為法語中製作糖果糕點的一個步驟。
莉澤爾·柯基莉艾（聲：平田真菜）
費立安諾城的女僕長，特徵是瞇瞇眼的幹練女性，第一季僅在13話的片尾中睜大過雙眼。
為直屬米爾希下的女僕隊隊長，率領女僕們負責城內的清潔工作以及公主的身邊的警備。
與婭美莉塔在米爾希身邊的定位相似，不過較重於自身負責的領域。在關於工作領域時就算是勇者真紅的請求也不會妥協。
完全習得女僕隊流護衛劍術的突劍二刀流，偶爾會持劍與盯上公主的刺客戰鬥。
在第一季最後的戰爭中，畢歐蕾率領女僕隊偷襲奪取寶劍時與女僕隊輕易的將其壓制。
名字的由來是貝殼麵。

##### 風月庵
布里歐修·達爾基安（聲：日笠陽子）
比斯科迪騎士團所屬的自由騎士，有著超越了“比斯科迪最強”的“大陸最強”的強烈呼聲的劍騎士及是一名退魔劍士。是伊斯卡的妹妹。武器是大太刀，戰鬥能力超一流。是個不被形式拘束的自由人，熱愛喝酒，是個不被事物所動搖的安穩人物，但一旦上了戰場就會一個接一個地打倒敵人，打從骨子裡就是個喜歡戰鬥的人。同時她也是以訓練狗組成的“隱秘部隊”的頭領，現正執行某個秘密任務。似乎有點天然呆。十分寵愛真紅，平常的衣裝是日式服裝。其坐騎「叢雲」十分巨大。現在正傳授封魔招式給真紅和艾可蕾爾及諾瓦爾。和現在正協助加雷特獅子團建立「隱秘部隊」以對抗魔物的可能出現的問題。
旅遊各地討伐魔物，在雪風所詠頌的咒語中被稱為——「伐魔的劍聖達爾基安」。
原本居住的國家也是被魔物所毀滅的。
原本的名字是「雛·瑪奇希瑪」，現在的名字是過去的領主所賜予。但是達爾基安說過不管哪個名字都是十分重要的。被伊斯卡、瓦雷利亞和阿德萊德以「雛」稱呼之。
在動畫第2季第7集中，被魔物偷襲而令身體變成小孩體型。
雖然是人類，但是出於種種緣由，而活的比普通人還要久（據說活了150歲），另外似乎能夠與動物及精靈溝通。
有「大陸最強」的稱呼（請見動畫第2季第2集）。
紋章技「裂空·一文字」「瞬光·連天崩」
太刀技「神狼滅牙」、「封魔斷滅」
雪風·帕妮托妮（聲：阿澄佳奈）
比斯科迪騎士團的自由騎士，與布里歐修共同行動。“隱秘部隊”的第一號，與隊中的狗狗和狐狸親的就像兄弟一樣。性格陽光的她，與莉歌塔情感十分深厚也和騎士團眾人情感非常好。愛稱是“雪”。穿著類似忍者服裝的衣服。擅長使用體術。戰鬥能力很強。腳程十分快速，即使不使用「氣力」也能跑的非常快、跳的非常高。平常的衣裝是日式服裝，似乎也對真紅抱有好感。
與達爾基安一起旅遊各地討伐魔物，詠誦咒語中稱自己為——「天狐的土地神」。
過去因為父母被魔物所殺，而失去歸所四處流浪之時，被達爾基安所收留。
因為是土地神的孩子，換句話說就是雪風本人是一位神仙。因為是神仙所以可以活很久，就現在來推測已經100多歲了。
與米希奧蕾一樣能使用「星咏」。
在動漫畫第2季第11集中得知，從小就和米希奧蕾及其他人一起玩耍，小雪小時候的身型是和米希奧蕾及其他人一樣，但土地神不像其他人一樣，能夠自己成長，要長大就要靠修練積德來成長，因此曾經比艾可蕾他們小，因為其他人不斷長大，但自己還是沒有成長，所以就發憤圖強不斷修練積德，結果就變成現在這樣子（因為一下子長太快因此有段時間很難做衣服）。
在動畫第2季第7集中，被魔物偷襲而變成小孩的樣子，並用忍術變出衣服給大家穿（原來的衣服沒有跟著變小）。
動畫第2季第11集中，精靈在真紅手上出世時，中了身心互換術的效果而進入了米希奧蕾的身體內，之後在第2次的身心互換術中，進入了真紅的身體裡，後來因為交換身體的時間過了而回到自己的身體，事件正式結束後，有感而發，認為只要自己再修練一番就能成功重現身心互換術，便和真紅約定要偷偷的交換。
體技「屠龍·連擊破」
弓術「一之矢·花開」
雪風式隱術「閃華雙烈」
在使用米希奧蕾身體時的紋章技－「神聖光線」（holy Ray）
伊斯卡·瑪奇希瑪（聲：勝杏里）
初登場在動畫第2季第5集。是布里歐修·達爾基安的兄長。愛稱布里歐修為雛。和布里歐修一樣是一名退魔劍士，另外還是名聞天下的刀匠。本人已為世間留下了幾把國寶級的名刀名劍，但本人卻說自己只是走街串巷的刀工匠。能對達爾基安說有沒有飲酒過度而把身子變差，但其實自己飲酒比達爾基安更離譜。現在也住進風月庵，還在附近設立了工房來工作。
太刀技「天元·拔碎」、「飛天襲狼牙」、「天元·赤劍」
艾卡（聲：寿美菜子）
風月庵的女性傭人，身上總是圍著圍裙。有著茶色的兔耳。
彼方（聲：永田依子）
風月庵的女性傭人，時常在廚房工作。有著灰色的毛髮。
龍捲（Tatsumaki）
让真红来到异世界的狗。
炎
隱密隊的白狗。
木葉
隱密隊的白色小狐狸。

##### 其他
帕西·高迪（Percy Gaudi，聲：平田真菜）
比斯科迪所属的战况报道员。
艾莉塔·萨利斯（Evita Salles，聲：松来未祐）
比斯科迪所属的战况报道员。

#### 加雷特獅子團領國
加雷特獅子團領國是一個受到河川與大海的恩惠所包圍的水之都，國家的寶物是魔戰斧「古蘭貝爾」（Grandvert）和神劍「艾克斯瑪提那」，其國家的人民當在戰場受到重傷時會變成迷你小貓，特徵為身上有貓耳及貓尾，因此其國家的種族是貓為主。國家首都－「班尼特」。
加雷特國內東方街－綾瀨，是由出生在東方諸國的居民所建造的城鎮（是以戰國時代為背景）。
雷歐米雪麗·迦雷特·達·羅瓦（雷歐）（聲：小清水亞美）
16歲，加雷特獅子團領國的公主兼領主。愛稱是“雷歐公主”，當上了領主後就總跟人說“叫我閣下”。勇猛果敢，身著重甲的她，總是手持大型武器前往戰場。與米希是青梅竹馬，小時候兩人感情好得就像親姐妹一樣。背負著好戰的加雷特國民期望，一心想要建立更多的戰績。使用魔戰斧「古蘭貝爾」來戰鬥的。在變裝為武士時自稱獅子王武士。
雖然對「星咏」並不是非常精通，卻「異常」的清楚看見未來。其使用「星咏」看見了，米希奧蕾以及真紅將會死亡的未來。
愛稱是「雷歐」。很喜歡被米爾希撫摸。
在動畫第二季第2集中與達爾奇安被播報員以「天下無雙」及「大陸最強」同時稱呼，同時在第3集中再次被播報員以「天下無雙」稱呼。
雖然年紀比米爾希稍大，但基本上卻是以米爾希為姊、雷歐為妹的方式相處。
因為七海懂得推油按摩，不時為雷歐按摩，因此現在皮膚變得晶透潤滑。
雖然有召開比武相親大會，但因雷歐太厲害暫時還沒有人成功。
紋章技「獅子王·炎陣」、「獅子王烈火·爆炎斬」、「魔神·烈風斬」「爆碎升破」
弓術「魔神·閃光波」
高爾·迦雷特·達·羅瓦（高爾）（聲：柿原徹也）
13歲，雷歐的弟弟，加雷特的戰士。原本應該是由他擔任加雷特的領主，但因年紀還小所以先由姐姐雷歐暫時代理。是個有自信也有實力的熱血男子。戰鬥方式與真紅很相似，也是輕裝戰士型。不料高爾好勝心過強，還是跟真红·和泉在搶回米希奧蕾爭奪戰競賽發生衝突，讓其姐雷歐米雪麗大為光火，與真紅戰鬥後，兩人成了競爭對手。與姐姐一樣是個大咧咧的人，但卻不忘恩義，對不討厭的人也很照顧。直屬部下有重戰士葛德溫將軍、親衛隊“潔諾瓦茲”等等，是個相當有人望的王子殿下。
和傑諾瓦茲成員像家人一樣親近，但對剛認識的女生會害羞，因此不敢被七海撫摸。
在動畫第2季第7集中和真紅一起使用英雄結晶的力量而變成未來幾年後的成年樣貌，後來被英雄結晶認同為主人。
從阿德萊德那獲得"英雄結晶"，並可以自由使用"英雄結晶"的力量轉換成"英雄結晶Hero time"。
紋章技「獅子王·雙牙」、「虎牙·雙拳」、「豪雷碎」
體術「狼牙蒼卷」
和七海的雙人紋章技是「獅子王·淨雷波」
在動畫第2季第7集中和真紅的雙人紋章技（對魔物用合體超必殺技）是「豪雷·烈火」及「天霸·封滅斬」

##### 加雷特騎士團
巴納德·沙普拉久（聲：小野大輔）
出身騎士名門的男性將軍，蕾歐的左右手，時常給予輔佐跟諫言。
擔任騎士團長的職務，與同為蕾歐心腹的近衛女僕長畢歐蕾是少數較能說動固執的蕾歐的存在。
在原本就以善戰聞名的加雷特獅子領中做為第一將軍而有相當高的名氣。
戰爭活動中做為騎士團長領隊，武器是槍與盾，擅長進攻。此外本身也會作為來賓擔任戰況解說。
已婚，妻子名為娜塔莉，廣播劇有描述兩人的渡假計畫。
和比斯科迪的騎士團長羅蘭是互贈季節之禮的好友，另外夫妻與婭美莉塔也是友人。
長距離紋章砲技「天光霸陣」。
名字的由來是刀削起泡酒。
葛德溫·多留魯（聲：若本規夫）
身材魁梧的男性將軍，高爾的左右手。
擔任高爾直屬精銳部隊的領隊，與傑諾瓦茲同為高爾的心腹，對其非常的忠誠。
形象上給人恐怖的感覺，但實際上在戰鬥以外頗為沉穩有禮，跟傑諾瓦茲的關係也不錯。
戰爭中粗曠的說話方式其實只是加雷特流的風格而已，是為了刺激士氣的做法。本人曾經還為此在戰爭後特意向真紅以及艾可蕾爾表達歉意。
使用歌舞伎班有著獨特節奏的說話方式。
戰爭活動中做為重裝步兵領隊，武器是戰斧與鐵球，擅長攻城戰。
已婚，妻子名為艾莉娜，是個愛妻家。廣播劇有描述兩人的愛情故事，實際上葛德溫使用的紋章是艾莉娜還沒成為他妻子時設計的。
原本是夢想成為王的流浪武藝家，在大陸各地踢館賭鬥，直到碰到高爾及蕾歐的兩連敗北，被高爾擅自安排成為士兵才在加雷特停留。
高爾欣賞他而突發奇想讓他挑戰蕾歐爭奪加雷特的王權，本人雖然因為狀況太突然而驚慌失措，但面對蕾歐強力的紋章術仍不退縮，因此受到了蕾歐及巴納德的賞識，並期待他能成為高爾的好部下。
聽過高爾的夢想後決定做為部下支持他。
雖然受到領主姊弟的賞識，但仍是從最低階的士兵頻實力一路建功爬升到第二位將軍的地位。
士兵時期由近衛女僕隊的艾莉娜照顧生活起居，並且先前跟蕾歐交手重傷貓球化也是由其照顧。
第一次做為千騎長出道的戰爭中，由於全力拯救了因為土石流受困的高爾與諾瓦爾而累倒。並在接受照顧時無自覺的向艾莉娜求婚而修成正果，同時得到兩國領主及人民的祝福。
名字的由來為法語中製作糖果糕點的一個步驟，指利用蛋黃上色。
切尼
騎士團所屬的密探貓。
奉蕾歐的命令前往英國迎接七海到弗洛尼爾德。

##### 傑諾瓦茲
高爾直屬的親衛隊三人組，三人在加雷特皆有騎士階級的實力，並且都是跟高爾認識多年的朋友。初登場自稱為秘密諜報部隊，但親衛隊才是正式的名稱。
由於常常會惹出一些問題，所以偶爾也被高爾和艾可蕾爾等人稱為「三笨蛋」。
三人雖然跟高爾認識多年，並且發自內心想成為高爾的助力，但都是自己從基層爬上去的，並沒有靠高爾的關係。
名字的由來是海綿蛋糕。
諾瓦爾·比諾卡卡歐（聲：花澤香菜）
擔任「傑諾瓦茲」中鋒的女性輕裝戰士，高爾的左右手。
愛稱是「諾瓦（ノワ）」。
高爾直屬親衛隊的成員，第二季因為蕾歐跟高爾的命令組建加雷特的對魔物部隊，本身做為領導人跟真紅、艾克蕾、小雪一起修行。
雖然寡言無表情，但對朋友很熱情，而且相當的善解人意，不過也常常有天然或耍笨的行為。另外一旦鬧脾氣就會持續很久的樣子。
戰爭活動中多半跟喬、貝露一起或者獨自進行諜報跟快攻。使用小刀跟匕首的技術高強，並且行動非常迅速，擅長消除自己的氣息。
時常跟高爾、喬、貝露一起旅行冒險，另外跟莉歌、小雪、真紅還有七海非常要好。另一方面因為立場相近又同為莉歌好友，跟艾克蕾是常常爭吵的勁敵。
曾表示就算擔任對魔物部隊的隊長也不打算脫離傑諾瓦茲，三人感情深厚。
三個人之中跟高爾最早認識，兩人是在幼年學校的時候的同學，根據高爾的說法，諾瓦當時的個性很囂張，兩人常有爭吵。而現在變的圓滑很多，不過固執的部分還是不變。
對於自己是貧乳十分不滿，並說要有超越小雪的身材。
在跟真紅、艾克蕾爾、雪風一起修行時被真紅看到裸體毫不在意，但在後來變成小孩的騷動時被高爾看到裸體卻會急忙的用尾巴遮住他的眼睛。
在加雷特跟多拉傑的某次戰爭中碰上惡劣的天氣，跟高爾一起受困在土石流掩埋的洞窟內，雙方都不惜冒險保護對方，但正因珍惜對方，在這件事上起了爭執。結果葛德溫的救援來到，雙方都安全獲救。
在一起修行時披露自己的對魔物用輝力武裝－「七尾（Seven Tail）」。
紋章技「七尾·束集（Seven Tail·Squeeze）」。
名字的由來是一種巧克力酒。
喬努·庫拉菲（聲：永田依子（第1、2季）→巽悠衣子（第3季））
「傑諾瓦茲」的女性重裝戰士，高爾的左右手。
愛稱是「喬（ジョー）」。
高爾直屬親衛隊的成員，此外本身還負責重裝戰士隊的物資管理。廣播劇提及，蕾歐跟畢歐蕾早已肯定她能成為將軍，不過因為葛德溫這個人才的出現而順序稍微改變而已。
性格開朗有活力，常常跟高爾打成一團。實際上是三個人裡面最怕羞的，非常討厭在戰場上被攻擊而走光。
說話帶有西方腔調。
戰爭活動中多半跟諾瓦、貝露一起或者帶領重裝戰士隊行動。擅長使用戰斧與紋章砲進行強烈的攻擊。
時常跟高爾、諾瓦、貝露一起旅行冒險，另外跟真紅還有七海也很要好。
三個人之中第二個跟高爾認識，是由蕾歐介紹給高爾認識的。
在賭上國家寶劍的戰爭之前，跟著高爾前往比斯科迪，以騎士的裝扮混入城內送信給真紅，但還是被發現。
當前目標是用比腕力擊敗葛德溫將軍（目前是0勝92敗）。
體術「虎王拳」。
名字的由來是法國的點心Clafoutis。
貝爾·法布林塔（聲：壽美菜子）
「傑諾瓦茲」的女性弓術士，高爾的左右手。
愛稱是「貝露（ベル）」。
高爾直屬親衛隊的成員。
性格悠然自得，屬於鄰家大姐姐的類型。非常笨拙，在平地也能摔倒，嚴重到高爾特地告誡真紅不要讓貝露站在自己背後的程度。
戰爭活動中多半跟諾瓦、喬一起或者帶領弓術士隊行動，另外因為聽力很好，能夠跟諾瓦進行不同方面的諜報。擅長高水準的射擊，曾經使出繞過坐騎直接狙擊騎士的變化射擊。
時常跟高爾、諾瓦、喬一起旅行冒險，另外跟莉歌、真紅還有七海非常要好。
三個人中最晚跟高爾認識，出身北方的聖哈爾瓦王國的留學生。
弓術「高射箭雨（Flak Arrows）」。
名字的由來是法國的點心Far Breton。

##### 班尼特城內關係者
畢歐蕾（聲：丹下櫻）
加雷特獅子團的近衛隊隊長，亦會擔任戰況報導員。
露久（聲：寺本來可）
高爾王子專屬的女僕，也認識米希奧蕾公主（對米希十分友好），是雷歐米雪麗（雷歐）公主遣派路久伺候在高爾的身邊回報其弟行為舉止。

##### 其他
弗蘭波瓦茲·夏爾雷（聲：櫻井孝宏）
加雷特國營放送所屬的男性報導員，負責戰爭的實況解說。
在並無事前溝通的突發戰爭也會快速前往現場播報。
名字的由來是樹莓。
強尼·卡索尼（聲：小野友樹）
加雷特國營放送所屬的男性報導員，由於外貌跟說話方式在女性中有相當高的人氣。
在賭上國家寶劍的戰爭中，與比斯科迪國營放送的艾莉塔一同實況解說。
娜塔莉（聲：吉田聖子）
巴納德的妻子，溫和優雅的女性。
與婭美莉塔、羅蘭是舊識，特別跟婭美莉塔的感情相當好，夫妻休假時也特地委託婭美莉塔規劃行程。
拜訪時帶了婭美莉塔喜歡的甜點，並且兩人一起規劃行程。
於廣播劇CD vol.3登場。
艾莉娜（聲：田中理惠）
葛德溫的妻子，內向謙虛的銀髮碧眼女性。
班尼特城的近衛女僕隊成員，與其他近衛女僕隊員同樣尊稱畢歐蕾為姐姐大人，婚後與葛德溫搬入新居。
另外與住在城內的傑諾瓦茲三人感情也很好。
自葛德溫第一次在班尼特城受傷時便一直擔任照顧他的女僕工作。
由於雙方在感情方面都是靦腆的類型，周遭的人一直很關心他們的進展。
在葛德溫升任千騎長的勝戰時，由於過勞跟感冒而病倒，但也因此促成了葛德溫的無自覺求婚發言，進而修成正果，並在領主們的好意下，得到兩國領主及人民的祝福。
於廣播劇CD vol.2登場。

#### 帕斯提亚修公国
帕斯提亚修公国的位置是比斯科迪國境線，首都－「艾斯蘭多」是以文化和藝術為首的都市，主要以技術力見長，對術的研究為大陸最尖端的，國家中的研究所「艾斯蘭多」是專研晶術的設施，其大多數晶術是該國獨有的，在其他各國是沒有的，國家的寶物是天槍「庫馬洛斯」和神劍「梅洛庫留斯」，其國家的人民當在戰場受到重傷時會變成迷你小松鼠，特徵為身上有松鼠耳及松鼠尾，所以國家主要種族是松鼠。
庫貝兒·艾申巴赫·帕斯提亞修（聲：悠木碧）
女性。帕斯提亞修第一公主。平時居住在首都－「艾斯蘭多」中的「艾森巴哈城」。對既不是「比斯科迪共和國」與「加雷特獅子團領國」的勇者真紅和勇者七海的青梅竹馬－蕾貝卡·安德森感到十分有趣，並說出要蕾貝卡做帕斯提亚修公国的勇者，個人為術士型戰士。現在是天槍「庫馬洛斯」（Kormals）的持有者。
現在因為經常被蕾貝卡梳理尾巴及頭髮，使得尾巴及頭髮變得十分細緻柔順及有光澤。
輝力武裝，飛毯「天舞者」
使用天槍「庫馬洛斯」時的紋章砲技「石榴石閃光」（Garnet Spark）
和蕾貝卡的雙人技是「流光彈幕」（Flow Light Barrage）

##### 晶術騎士團
卡拉維·里斯雷（聲：水島大宙）
男性。帕斯提亞修晶術騎士團的騎士、艾申巴赫騎士團指揮隊長。
晶術紋章技「晶術劍·晶石火焰」、「弧光符紋」。
利夏·安羅貝（聲：內田真禮）
女性。帕斯提亞修晶術騎士團的騎士、飛空術騎士團隊長。

##### 古人
阿德萊德·格蘭瑪尼亞（聲：喜多村英梨）
初登場在動畫第2季第6集。
因拯救了遭魔物之難的大陸而被稱為「白色英雄王」的偉大人物。
帕斯提亞修公國的建國之祖，即是庫貝兒的祖先。
過去帕斯提亞修的領主（公主）所召喚至異世界的勇者，出身為地球的法國。
愛稱是「阿德爾」。
領主（公主）為了改變當時頻繁出沒魔物的帕斯提亞修而進行勇者召喚，一同展開消滅魔物的旅行。
旅行中遇上危機時被路過的伊斯卡和雛（達爾基安）所救，因意氣相投而結伴繼續消滅魔物，然後瓦雷利亞也加入了一行人的行列。
上述的五人加上巨龍克雷托斯，結成了勇者小隊。
之後，領主（公主）在跟魔王的戰鬥中戰死，因為其遺言，阿德萊德繼承了帕斯提亞修的領主，建立了公國。
與瓦雷利亞關係相當曖昧，然而官方並未註明過兩人的關係，僅有伊斯卡的「那邊的夫妻」發言以及帕斯提亞修的血統引人遐思。
原本在「英雄王之丘」和魔王一起沉睡中，後來因為瓦雷利亞被解除封印而不斷製造麻煩時，因庫貝兒的話語而解決封印，後來解決了瓦雷利亞的麻煩後，本來打算和瓦雷利亞一起再次沉睡，但「英雄王之丘」的系統出現問題而和魔王一起在帕斯提亞修生活。
武器是槍與可自由變換型態的大劍，能把劍變成「格蘭瑪尼亞鐵球」來攻擊魔王。
和勇者們有一條相連的網絡，名叫勇氣連結（Brave Connect），能用勇氣連結來和勇者們對話和發出求救及傳送勇者。
動畫第2季第7集中，被魔物偷襲而令身體變成小孩體型。
在聯合慶典在開始時就很想參加，但因為自己不想暴露身份而一直忍耐，直到比斯科迪隊員去到帕斯提亞修大本營時，也是忍耐中...，後來得到瓦雷利亞的幫助（把眼罩給了阿德萊德），就以幪面英雄登場來幫助帕斯提亞修。
隱藏奧義「英雄插眼釘」
因參加聯合慶典而太過興奮，使自己遺留了一隻精靈的蛋在風月庵，是觸發動畫第2季第11集中的交換身體事件的人。
瓦雷利亞·卡爾巴多斯（聲：鳥海浩輔）
初登場在動畫第2季第6集。
自稱「魔王卡爾巴多斯」的問題人物。
因為稱呼而容易使人產生誤解，實際上「魔王」並非指魔物之王，而是指使用魔神之力這件事。
當時召喚阿德萊德的領主（公主）的弟弟，在阿德萊德被召喚來之前就數次拯救帕斯提亞修的英雄。
然而因為好色的性格、使用魔神技、魔物的相關研究等原因引發的問題，反而成為恐慌的源頭。
愛稱是「瓦雷利」。
被真紅及庫貝兒解除封印。
是個十分好色的男子，不斷作出痴漢的行為，後來被阿德萊德收拾了。
之後被打算再次一起沉睡，但因「英雄王之丘」的系統出現問題而和阿德萊德一起在帕斯提亞修生活。
紋章技「黑暗吸星陣」能夠吸收他人輝力
動畫第2季第7集中，被魔物偷襲而令身體變成小孩體型。
動畫第2季第12集中，把魔王結晶送給了蕾貝卡，使蕾貝卡有更強的力量來救庫貝兒等人。
庫拉莉菲·艾因茲·帕斯提亞修（聲：悠木碧）
被稱為「魔王」的瓦雷利的姊姊，帕斯提亞修王國最後一任公主，她進行勇者召喚，並將阿德爾招到這世界。
愛稱是「菲兒」。
和阿德爾一起討伐魔物之行，途中和伊斯卡和雛（達爾基安）相識並一同旅行。
後來她逝世後，從原本的王國制轉為公國制。

#### 聖哈爾瓦王國
位於弗洛尼爾德北方的國家，貝爾的故鄉。
利夫·拉克·德·沙·哈爾瓦（聲：折笠富美子）
北方・聖哈爾瓦王國的第八任王子，貝爾的親戚。
小時曾和蕾歐一同練武術，是位有上進心的純情少年。

#### 龍之森林
弗洛尼爾德大陸的南方，高地地形。
夏露（聲：上坂堇）
龍之巫女。弓術士。因雷擊所引發的召喚事件中真红和七海在龍之森林相遇的少女。對於龍之森林一直不斷有魔物出沒而感到棘手。

#### 天空之海
弗洛尼爾德的上空，有浮島飄浮於雲層中。
法莉努（聲：高垣彩陽）
空之巫女同時是土地神的一族。本領高強並裝備手指虎和念珠

##### 星民
居住星鯨體內裡的「星民之里」的和人魚相似的居民，會唱星鯨治癒之歌。但不能離開淡水以外的區域，所以無法和外界交流，只透過星鏡來看外界的風景
阿莉亞（聲：小倉唯）
歌姬同時是星祭的最重要人物
在星鯨體內中救到高爾的少女。因為失去記憶暫由高爾保護她的安全
希魯迪（声：國立幸）
在星鯨體內中突然出現，操控病魔操之力的少年，眞面目是高位精霊土地神的眷族。為了實現和阿莉亞的約定而自愿被禍太刀憑依使徒化，虜走阿莉亞。

## 製作人員

第2季DVD

製作人員大多都與魔法少女奈葉系列相關，網站上亦曾經有DOG DAYS的連結。
- 原作、腳本：都築真紀
- 監督：草川啓造（第1季）、西村純二（第2季、第3季）
- 角色設計：坂田理
- 副設計：太田惠子、橋立佳奈（第3季）
- 武器設計：大塚亨
- 怪物設計：小田裕康、古矢好二（第3季）
- 道具設計：益田賢治
- 圖像設計：
- 色彩設計：篠原愛子
- CG主動畫：石川真平（第1季）
- 美術監督、設定：片平真司（第1季）、海津利子（第2季）、Scott MacDonald（第3季）
- 攝影監督：北岡正
- 編輯：關一彥、關編輯室（第3季）
- 音樂：一色由比、井内舞子、夏目晉、秋月須清（第3季）
- 音樂製作：I've sound
- 音響監督：龜山俊樹、橫田知加子（第3季）
- 音響效果：山谷尚人
- 錄音工程師：小原吉男
- 動畫制作：Seven Arcs
- 企劃、製作：PROJECT DD（Aniplex、Seven Arcs、King Records、南夢宮萬代遊戲、Good Smile Company）

## 主題曲
第1季
片頭曲「SCARLET KNIGHT（红色骑士）」
作詞、歌：水樹奈奈，作曲、編曲：藤間仁（Elements Garden）
片尾曲「PRESENTER（任命者）」（第1話－第12話）
作詞：中村彼方，作曲：Elements Garden，編曲：中山真斗（Elements Garden），歌：堀江由衣
插曲
（一定戀愛著）（第5話）
作詞：米希奧蕾·F·比斯科迪（都築真紀），作曲、編曲：高瀨一矢，歌：米希奧蕾·F·比斯科迪（堀江由衣）
「Promised Love 〜×100〜（承诺之爱 〜最喜欢×100〜）」（第11話）
作詞 - 米希奧蕾·F·比斯科迪（都築真紀），作曲、編曲：C.G mix，歌：米希奧蕾·F·比斯科迪（堀江由衣）
「Miracle Colors（奇迹的颜色）」（第13話）
作詞：米希奧蕾·F·比斯科迪（都築真紀），作曲：中澤伴行，編曲：中澤伴行、尾崎武士，歌：米希奧蕾·F·比斯科迪（堀江由衣）
第2季
片頭曲「FEARLESS HERO（无惧的英雄）」
作詞：藤林聖子，作曲：奈良悠樹，編曲：藤田淳平，歌：水樹奈奈
片尾曲「（夏日的约定）」
作詞：川田瑠夏，作曲、編曲：宮崎誠，歌：堀江由衣
插曲
「Heart Relation（心的关系）」（第8話）
作詞：米希奧蕾·F·比斯科迪（都築真紀），作曲：中澤伴行，編曲：新井健史，歌：米希奧蕾·F·比斯科迪（堀江由衣）
「Miracle Colors（奇迹的颜色）」（第11話）
作詞：米希奧蕾·F·比斯科迪（都築真紀），作曲：中澤伴行，編曲，中澤伴行、尾崎武士，歌：米希奧蕾·F·比斯科迪（堀江由衣）
「Shiny Heart Shiny Smile（闪耀的心 闪耀的阳光）」（第12話）
作詞：米希奧蕾·F·比斯科迪（都築真紀），作曲、編曲：井內舞子，歌：米希奧蕾·F·比斯科迪（堀江由衣）
第3季
片頭曲「No Limit（无限）」
作詞、歌：水樹奈奈，作曲、編曲：陶山隼
片尾曲「Stay With Me（和我在一起）」
作詞、作曲：伊藤賢，編曲：大川滋伸，歌：堀江由衣
插曲
「Miracle Colors（奇迹的颜色）」（第7話）
作詞：米希奧蕾·F·比斯科迪（都築真紀），作曲：中澤伴行，編曲，中澤伴行、尾崎武士，歌：米希奧蕾·F·比斯科迪（堀江由衣）
「Shiny Heart Shiny Smile（闪耀的心 闪耀的阳光）」（第10話）
作詞：米希奧蕾·F·比斯科迪（都築真紀），作曲、編曲：井內舞子，歌：米希奧蕾·F·比斯科迪（堀江由衣）
「（你和我的音色）」（第11話）
作詞：Big Road，作曲、編曲：中條美沙，歌：米希奧蕾·F·比斯科迪（堀江由衣）
「（你和我的音色）」（第12話）
作詞：Big Road，作曲、編曲：中條美沙，歌：米希奧蕾·F·比斯科迪（堀江由衣）、アリア（小仓唯）

## 各集標題
| 話數         | 日文標題        | 中文標題                           | 腳本              | 分鏡              | 演出                | 作畫監督                                                                                           | 總作畫監督             |
| 第1季        | 第1季           | 第1季                              | 第1季             | 第1季             | 第1季               | 第1季                                                                                              | 第1季                  |
| ------------ | --------------- | ---------------------------------- | ----------------- | ----------------- | ------------------- | -------------------------------------------------------------------------------------------------- | ---------------------- |
| EPISODE 1    |                 | 勇者誕生！                         | 都築真紀          | 草川啓造          | 中山敦史            | 北村友幸                                                                                           | 坂田理                 |
| EPISODE 2    |                 | 最初之戰！                         | 都築真紀          | 玉木慎吾          | 玉木慎吾            | 玉木慎吾                                                                                           | 坂田理                 |
| EPISODE 3    |                 | 想回去！回不去？勇者在弗洛尼爾德！ | 都築真紀          | 植田秀仁          | 岡辰也              | 山本善哉                                                                                           | 烏宏明                 |
| EPISODE 4    |                 | 突擊！公主奪回戰！！               | 都築真紀          | 吉田泰三          | 吉田泰三            | 内田孝                                                                                             | 烏宏明                 |
| EPISODE 5    |                 | 激鬥！米恩碉堡！                   | 都築真紀          | 大森英敏          | 山口美宏            | 砂川正和 石山寬                                                                                    | 坂田理                 |
| EPISODE 6    |                 | 占星的公主                         | 都築真紀          | 島津裕行          | 榎本守              | 伊藤大翼 飯飼一幸 るたろー                                                                         | 烏宏明                 |
| EPISODE 7    |                 | 宣戰布告                           | 都築真紀          | 島津裕行          | 中山敦史            | 北村智幸                                                                                           | 坂田理                 |
| EPISODE 8    |                 | 開戰之日                           | 都築真紀          | 植田秀仁          | 岡村正弘            | 山本善哉 小島彰                                                                                    | 烏宏明                 |
| EPISODE 9    |                 | 古拉納碉堡攻防戰                   | 都築真紀          | 七星京            | 小平麻紀 山口美宏   | 飯塚正則 松原一之 萩尾圭太                                                                         | 坂田理                 |
| EPISODE 10   |                 | 勇者與公主與希望之光               | 都築真紀          | 渡邊哲也          | 藤瀨順一            | 玉木慎吾 内田孝 嵩本樹                                                                             | 烏宏明 坂田理          |
| EPISODE 11   |                 | 夜空下花瓣飛舞                     | 都築真紀          | 成田巖法 島津裕行 | 成田巖法            | 小澤圓 齊藤和也                                                                                    | 坂田理                 |
| EPISODE 12   |                 | 四個條件                           | 都築真紀          | 植田秀仁          | 岡辰也              | 小島彰 山本善也                                                                                    | 烏宏明                 |
| EPISODE 13   |                 | 約定                               | 都築真紀          | 島津裕行          | 中山淳史            | 北村友幸 玉木慎吾                                                                                  | 坂田理                 |
| 第2季        |                 |                                    |                   |                   |                     | |                        |
| EPISODE 1    |                 | 勇者登場！                         | 都築真紀          | 西村純二          | 博史池畠            | 北村友幸                                                                                           | 坂田理 小田裕康        |
| EPISODE 2    |                 | 帕斯提亞修參戰！                   | 都築真紀          | 西村純二          | 筑紫大介            | 飯野誠 萩尾圭太                                                                                    | 烏宏明 坂田理          |
| EPISODE 3    |                 | 勇者3人！                          | 都築真紀          | 西村純二          | 吉川聖美            | 飯塚正則 嵩本樹                                                                                    | 坂田理                 |
| EPISODE 4    |                 | 比斯科迪夏合宿！                   | 都築真紀          | 島津裕行          | 榎本守              | 山村俊了 安本學                                                                                    | 烏宏明                 |
| EPISODE 5    |                 | 加雷特劍風錄！                     | 都築真紀          | 西村純二          | 大森英敏 久保田英一 | 海堂浩幸 大西秀明 片山敬介                                                                         | 坂田理                 |
| EPISODE 6    |                 | 帕斯提亞修英雄王傳說               | 都築真紀          | 西村純二 渡邊哲哉 | 渡部穏寬            | 穏岐一寬、青木里枝 金丸綾子、小市由佳 山口杏奈                                                     | 烏宏明                 |
| EPISODE 7    |                 | 封印洞窟戰！                       | 都築真紀          | 七星京            | 丸山由太            | 北村友幸                                                                                           | 坂田理                 |
| EPISODE 8    |                 | 艾斯納德藝術音樂祭                 | 都築真紀          | 西村純二 中山岳洋 | 筑紫大介            | 飯野誠、萩尾圭太 若山政志                                                                          | 烏宏明                 |
| EPISODE 9    |                 | 聯合慶典                           | 都築真紀          | 古川政美          | 古川政美            | 田中美穗                                                                                           | 坂田理                 |
| EPISODE 10   |                 | 空陸一對一！                       | 都築真紀          | 西村純二          | 神保昌登            | 山村俊了、筆坂明規 野道佳代                                                                        | 烏宏明                 |
| EPISODE 11   |                 | Change My Heart                    | 都築真紀          | 西村純二          | 久保山英一          | 木曾勇太、嵩本樹 橋立佳奈                                                                          | 坂田理                 |
| EPISODE 12   |                 | 最後舞台                           | 都築真紀          | 渡部穏寬 吉本欣司 | 渡部穏寬 吉本欣司   | 穏岐一寛、青木里枝 橋立佳奈                                                                        | 烏宏明 坂田理          |
| EPISODE 13   | Summer Memories | 夏日回憶                           | 都築真紀          | 島津裕行          | 博史池畠            | 北村友幸、飯野誠                                                                                   | 烏宏明 坂田理          |
| 第3季        |                 |                                    |                   |                   |                     | |                        |
| EPISODE 1    |                 | 再次，勇者歸來                     | 都築真紀 西村純二 | 西村純二          | 菊池勝也            | 小松原聖                                                                                           | 北村友幸               |
| EPISODE 2    |                 | 龍之巫女                           | 都築真紀 西村純二 | 菊池勝也          | 菊池勝也            | 木曾勇太                                                                                           | 飯野誠                 |
| EPISODE 3    |                 | 決戰！龍之森林                     | 都築真紀 西村純二 | 渡部穩寬 田中宏紀 | 渡部穩寬            | 奧山鈴奈、鈴木理沙 藤田正幸                                                                        | 北村友幸               |
| EPISODE 4    |                 | 傳承之物                           | 都築真紀          | 飯野誠 田中宏紀   | 菊池勝也 飯野誠     | 門智昭、飯飼一幸                                                                                   | 飯野誠                 |
| EPISODE 5    |                 | 探險！結晶礦山                     | 都築真紀          | 石井由美子        | 和泉志郎            | 森下智惠                                                                                           | 北村友幸               |
| EPISODE 6    |                 | 獅子的相親                         | 都築真紀          | 西村純二 菊池勝也 | 久保山英一          | 大西秀明、大河原晴男 中西和也                                                                      | 飯野誠                 |
| EPISODE 7    |                 | 小小王子與傳說英雄                 | 都築真紀          | 玉田博            | 玉田博              | 濱森理宏、大塚亨 Kim Bong Duk 山崎輝彥、橋立佳奈 北村友幸                                          | 北村友幸               |
| EPISODE 8    |                 | 追憶～勇者與公主的故事             | 都築真紀          | 西村純二          | 村上貴之            | 奧山鈴奈、關根千奈未 中西和也                                                                      | 飯野誠                 |
| EPISODE 9    |                 | 天空之海的星鯨                     | 都築真紀          | 西村純二 菊池勝也 | 佐藤和磨            | 洪範錫、河本美佳子 Kim Jeong Eun Lee Ouk Ho                                                        | 北村友幸               |
| EPISODE 10   |                 | 天空巫女與星之民                   | 都築真紀          | 石井由美子        | 和泉志郎            | 森下智惠、石井由美子 倉谷亮多                                                                      | 飯野誠                 |
| EPISODE 11   |                 | 星之歌聲                           | 都築真紀          | 飯野誠            | 飯野誠              | 中西和也、鎌田均 藤田正幸、洪範錫                                                                  | 北村友幸 橋立佳奈      |
| EPISODE 12   |                 | 歸鄉                               | 都築真紀          | 西村純二          | 玉田博              | 大塚亨、北村友幸 關根千奈未、岡田豐廣 小橋陽介、萩尾圭太 河本美代子、森下智惠 倉谷亮多、石井由美子 | 飯野誠 橋立佳奈 坂田理 |
| EPISODE 12.5 |                 |                                    | 都築真紀          | 西村純二          | 菊池勝也            | | 坂田理                 |

## 播放电视台
日本深夜動畫：下文記載的日本国内播放時間使用日本標準時間（UTC+9）表示。因為部分時間标识會採用30小时制，因此請留意这类超过24:00的时间，其實際播放時間為翌日清晨。
| 播放地區   | 播放電視台   | 播放日期               | 播放时间（UTC+9）                                                            | 所屬聯播網 | 备注       |
| 第1季      | 第1季        | 第1季                  | 第1季                                                                        | 第1季      | 第1季      |
| ---------- | ------------ | ---------------------- | ---------------------------------------------------------------------------- | ---------- | ---------- |
| 東京都     | TOKYO MX     | 2011年4月2日－6月25日  | 星期六 23時30分－24時00分                                                    | 独立UHF局  |            |
| 栃木縣     | 栃木電視台   | 2011年4月2日－6月25日  | 星期六 23時30分－24時00分                                                    | 独立UHF局  |            |
| 群馬縣     | 群馬電視台   | 2011年4月2日－6月25日  | 星期六 23時30分－24時00分                                                    | 独立UHF局  |            |
| 千葉縣     | 千葉電視台   | 2011年4月2日－6月25日  | 星期六 25時00分－25時30分                                                    | 独立UHF局  |            |
| 神奈川縣   | tvk          | 2011年4月2日－6月25日  | 星期六 25時30分－26時00分                                                    | 独立UHF局  |            |
| 埼玉縣     | 埼玉電視台   | 2011年4月2日－6月25日  | 星期六 25時35分－26時05分                                                    | 独立UHF局  |            |
| 近畿廣域圏 | 毎日放送     | 2011年4月2日－6月25日  | 星期六 26時28分－26時58分                                                    | TBS系列    |            |
| 中京廣域圏 | 中部日本放送 | 2011年4月6日－6月29日  | 星期三 26時30分－27時00分                                                    | TBS系列    |            |
| 日本全國   | BS11         | 2011年4月9日－7月2日   | 星期六 23時30分－24時00分                                                    | 衞星電視   | ANIME+節目 |
| 第2季      |              |                        |                                                                              |            |            |
| 東京都     | TOKYO MX     | 2012年7月7日－9月29日  | 星期六 23時30分－24時00分                                                    | 独立UHF局  |            |
| 栃木縣     | 栃木電視台   | 2012年7月7日－9月29日  | 星期六 23時30分－24時00分                                                    | 独立UHF局  |            |
| 群馬縣     | 群馬電視台   | 2012年7月7日－9月29日  | 星期六 23時30分－24時00分                                                    | 独立UHF局  |            |
| 神奈川縣   | tvk          | 2012年7月8日－9月30日  | 星期日 25時30分－26時00分                                                    | 独立UHF局  |            |
| 埼玉縣     | 埼玉電視台   | 2012年7月9日－10月1日  | 星期一 26時00分－26時30分                                                    | 独立UHF局  |            |
| 京都府     | 京都放送     | 2012年7月10日－10月2日 | 星期二 25時00分－25時30分                                                    | 独立UHF局  |            |
| 兵庫縣     | SUN電視台    | 2012年7月11日－10月3日 | 星期三 24時35分－25時05分                                                    | 独立UHF局  |            |
| 千葉縣     | 千葉電視台   | 2012年7月11日－10月3日 | 星期三 25時00分－25時30分                                                    | 独立UHF局  |            |
| 中京廣域圏 | 中部日本放送 | 2012年7月11日－10月3日 | 星期三 26時30分－27時00分                                                    | TBS系列    |            |
| 日本全國   | BS11         | 2012年7月14日－10月6日 | 星期六 23時30分－24時00分                                                    | 衞星電視   | ANIME+節目 |
| 日本全國   | AT-X         | 2012年7月16日－10月8日 | （第1-11話）星期一 08時00分－08時30分 （第12-13話）星期一 20時00分－20時30分 | 衞星電視   | 有重播     |
| 第3季      |              |                        |                                                                              |            |            |
| 東京都     | TOKYO MX     | 2015年1月10日－3月28日 | 星期六 24時30分－25時00分                                                    | 獨立UHF局  |            |
| 栃木縣     | 栃木電視台   | 2015年1月10日－3月28日 | 星期六 24時30分－25時00分                                                    | 獨立UHF局  |            |
| 群馬縣     | 群馬電視台   | 2015年1月10日－3月28日 | 星期六 24時30分－25時00分                                                    | 獨立UHF局  |            |
| 京都府     | KBS京都      | 2015年1月10日－3月28日 | 星期六 24時30分－25時00分                                                    | 獨立UHF局  |            |
| 愛知縣     | 愛知電視台   | 2015年1月10日－3月28日 | 星期六 25時50分－26時20分                                                    | 東京電視網 |            |
| 兵庫縣     | SUN電視台    | 2015年1月11日－        | 星期日 26時00分－26時30分                                                    | 獨立UHF局  |            |
| 日本全國   | BS11         | 2015年1月17日－        | 星期六 24時30分－25時00分                                                    | 衛星電視   |            |

## 小說
原作者都築真紀的小說作品，在《Newtype》（角川書店）上自2011年3月號開始連載。並於2011年6月在角川Sneaker文庫發行單行本，插畫由擔任。

## 漫畫
都築真紀原作、藤真拓哉作畫的漫畫版，全五話，在角川書店旗下各雜誌輪流連載：自2011年4月開始，第一話於《Newtype》2011年5月號連載，第二話於《Comptiq》2011年7月號連載，第三話於《Comptiq》2011年8月號連載，第四話於《月刊Comp Ace》2011年10月號連載，最終話於《月刊Comp Ace》2011年11月號連載。單行本全一集，角川書店2011年10月26日初版發行，ISBN 978-4-04-715806-1，列入《Kadokawa Comics A》叢書。

## 註解
1. ↑  Bunao, Daryl. . Anime News Network. 2011-07-11  [2020-05-19]. （原始内容存档于2021-04-20）.
2. ↑  Karavasilis, Thanasis. . Manga.Tokyo.   [2020-05-19]. （原始内容存档于2021-02-25）.
3. ↑  . DOG  DAYS 公式twitter. 2014-08-15  [2014-08-15]. （原始内容存档于2014-09-06） （日语）.
4. ↑  .   [2011-07-26]. （原始内容存档于2011-07-26） （日语）.
5. ↑  .   [2011-06-19]. （原始内容存档于2013-10-27） （日语）.
6. 1 2  .   [2011-06-19]. （原始内容存档于2011-04-29） （日语）.

## 外部連結
- 電視動畫「DOG DAYS」第一季公式網站（页面存档备份，存于）（日語）
- 電視動畫「DOG DAYS´」第二季公式網站（页面存档备份，存于）（日語）
- 電視動畫「DOG DAYS´´」第三季公式網站（页面存档备份，存于）（日語）
- DOG DAYS的X（前Twitter）（日語）